# 고토 겐지
고토 겐지(일본어: 後藤健二, 1967년 9월 22일~2015년 1월 31일)는 일본의 프리랜서 언론인이다.

## 생애
1967년 미야기현 센다이시에서 출생하였다. 1991년 호세이 대학 사회학부를 졸업하고 TV 프로그램 제작회사에서 근무하였다. 1996년에 영상통신회사인 〈인디펜던스 프레스〉를 설립하여 아프리카나 중동을 비롯한 세계 분쟁지역을 취재하였다. 2006년 분쟁지역의 아이들을 취재한 《다이아몬드보다 평화를 원한다》라는 책으로 제 53회 산케이 아동출판문화상을 수상하였다.

## 시리아에서의 납치와 죽음
2014년 10월 이슬람 국가(IS)에 붙잡힌 유카와 하루나(일본어: 湯川春菜)의 소식을 접한 후, IS 치하 주민들의 생활상을 취재하기 위해 시리아로 입국하였지만 소식이 끊겨 행방불명되었다. 2015년 1월 20일 IS는 고토가 유카와 하루나와 함께 인질로 잡힌 영상을 공개하였으며 일본 정부에게 몸값으로 2억 달러를 요구하였다. 1월 24일, IS는 살해당한 유카와의 사진을 들고 있는 고토의 영상을 공개하였으며 유카와를 살해하였다는 영문 음성 메시지도 함께 덧붙어 있었다. 또한, 이 음성 메시지에는 고토를 석방하는 조건으로 2005년 요르단의 수도인 암만에서 발생한 폭탄 테러 사건으로 수감된 사지다 알 리샤위의 석방을 요구하는 내용도 담겨 있었다., 하지만 2015년 2월 1일 IS는 지하디 존에 의한 고토 겐지의 참수 장면을 담은 영상을 공개하였지만 살해된 시점은 알려지지 않았다.

## 같이 보기
- 일본의 기독교

### 내용주
1. ↑  추정

### 참조주
1. ↑  
“【インタビュー】国際ジャーナリスト・後藤健二〜それでも神は私を助けてくださる〜」”. 크리스천투데이. 2014년 5월 30일. 2015년 1월 20일에 확인함.
2. ↑  http://www.hani.co.kr/arti/international/japan/676223.html?_fr=mt1r
3. ↑  “Japanese premier vows to save Islamic State group hostages”. AP. 2015년 1월 20일. 2015년 1월 21일에 원본 문서에서 보존된 문서. 2015년 2월 1일에 확인함.
4. ↑  “拘束の1人殺害”とする画像 ネットに投稿”. NHK. 2015년 1월 25일. 2015년 1월 28일에 원본 문서에서 보존된 문서. 2015년 2월 1일에 확인함.
5. ↑  “後藤さん殺害とする映像…ネットに投稿”. 요미우리 신문. 2015년 2월 1일. 2015년 2월 1일에 원본 문서에서 보존된 문서. 2015년 2월 1일에 확인함.